# Rali Pequim-Paris de 1907

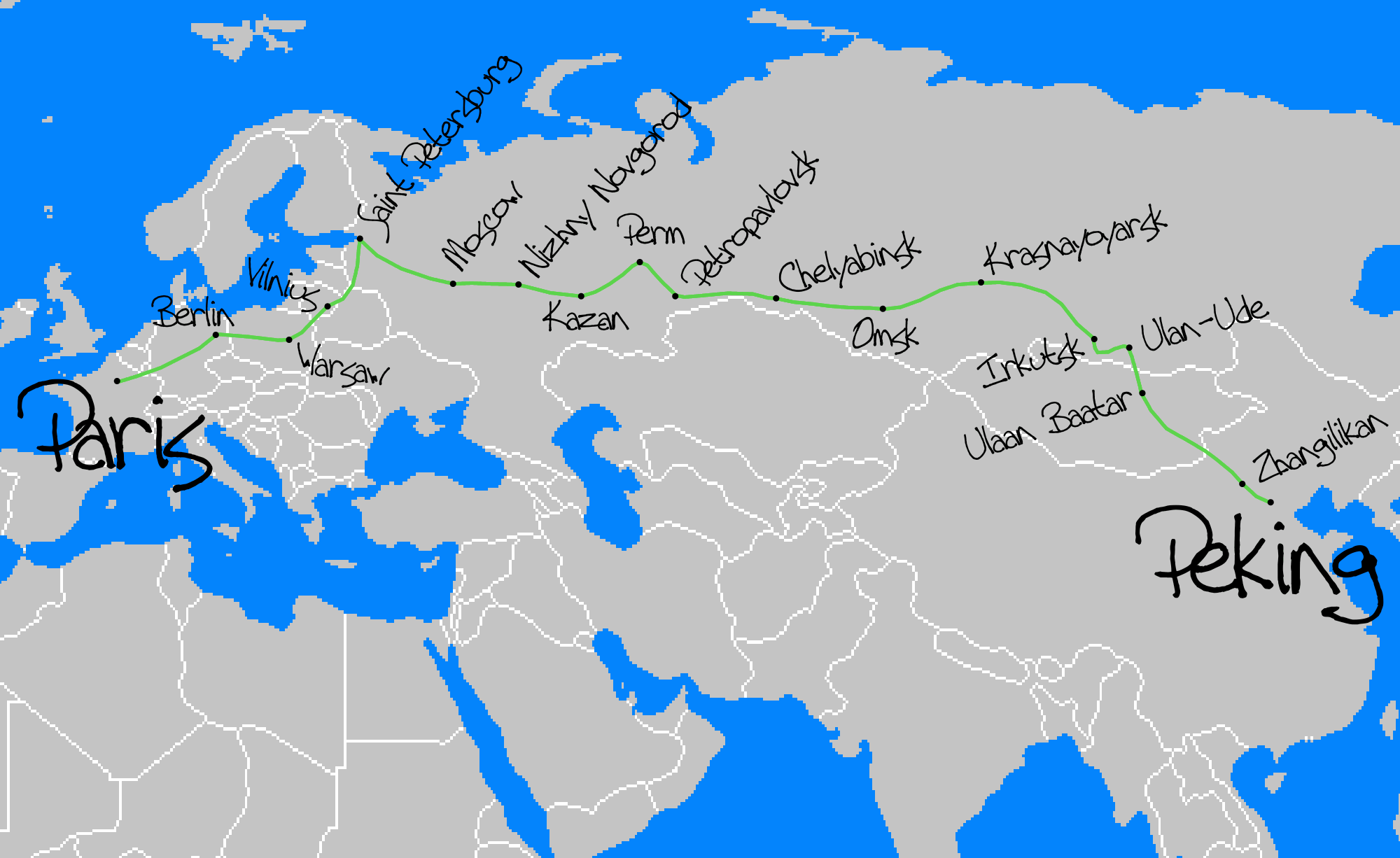
Percurso

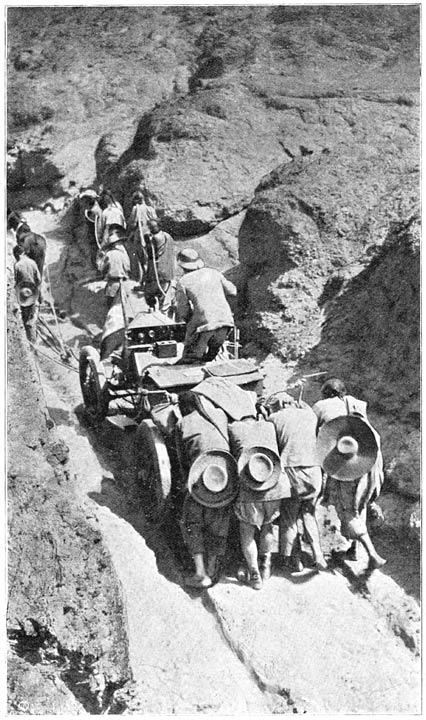
O Itala em dificuldades

O rali Pequim-Paris ou corrida Pequim-Paris de 1907 é considerado como o primeiro grande rali automóvel. Foi organizado pelo jornal francês Le Matin, e consistiu numa prova entre Pequim e Paris, passando por pontos intermédios em Zhangjiakou, Ulaanbaatar, Ulan-Ude, Irkutsk, Krasnoyarsk, Omsk, Chelyabinsk, Petropavlovsk, Perm, Kazan, Nizhny Novgorod, Moscovo, São Petersburgo, Vilnius, Varsóvia e Berlim. A extensão total era de 14 994 km, mas os concorrentes podiam escolher o percurso que quisessem. Teve início em 10 de Junho de 1907.
Tudo nasceu em 31 de Janeiro de 1907 com um estranho anúncio no jornal francês Le Matin:

O que temos que provar hoje é que desde que o homem tem um automóvel, ele pode fazer qualquer coisa e ir a qualquer lugar. Existe alguém que concorda em ir no próximo verão de Pequim a Paris, de carro?

## Equipas
Houve quarenta inscrições na corrida, mas apenas cinco equipas conseguiram levar os carros até Pequim. A corrida foi disputada apesar de a organização a ter cancelado. Não havia regras para a corrida, excepto a de que o vencedor seria premiado com uma garrafa magnum de champanhe Mumm. As cinco equipas que iniciaram a prova foram:
- Itala, italiana, motor de 7433 cm³, a vencedora: veículo conduzido pelo Príncipe Scipione Borghese e Ettore Guizzardi
- Spyker, franco-holandesa, terminou em 2.º lugar; veículo conduzido por Charles Goddard e Jean du Taillis
- Contal, francesa, não terminou; veículo de três rodas conduzido por Auguste Pons
- DeDion 1, francesa, terminou em 3.º lugar; veículo conduzido por Georges Cormier
- DeDion 2, francesa, terminou em 4.º lugar; veículo conduzido por Victor Collignon

O vencedor chegou a Paris em 10 de Agosto, 44 dias depois da prova se ter iniciado.
Uma reedição da corrida foi feita em 2007 para marcar o seu centenário e uma outra reedição está prevista para 2010.